# 眠れぬ真珠
『眠れぬ真珠』（ねむれぬしんじゅ）は、石田衣良による日本の小説作品。第13回島清恋愛文学賞受賞作。
吉田まゆみ作画で漫画化され『女性セブン』で連載された。2015年に黒谷友香主演で配信ドラマ化、2017年に藤原紀香主演でテレビドラマ化。

## インターネット配信ドラマ（2015年）
2015年4月22日からNTTドコモの配信サービス「dTV」にて全4話が配信された。

### キャスト（2015年）
- 内田咲世子 - 黒谷友香
- 徳永素樹 - 中村蒼
- 椎名ノア - 大政絢
- 福崎亜由美 - 吉岡里帆
- 椎名清太郎 - 若葉竜也
- 蜷川みほ
- 三宅卓治 - 井浦新

### スタッフ（2015年）
- 原作 - 石田衣良 『眠れぬ真珠』（新潮文庫）
- 監督 - 廣木隆一
- 脚本 - 黒沢久子
- 主題歌 - lecca 「君にしかないもの」
- 音楽 - 高橋海
- 美術監督 - 相馬直樹
- 美術制作 - オフィスハラ
- 製作者 - 柳崎芳夫
- 企画・総合プロデューサー - 谷口達彦
- プロデューサー - 石田成一、鳥澤晋
- キャスティング - 杉野剛
- 協力プロデューサー - 楠本直樹
- 企画 - Laid back films
- 制作プロダクション - PIPELINE
- 製作著作 - BeeTV

## テレビドラマ（2017年）
2017年12月21日・28日に、読売テレビ制作・日本テレビ系列「木曜ドラマF」（毎週木曜23:59 - 翌0:54）にて「眠れぬ真珠〜まだ恋してもいいですか?〜」のタイトルで全2話でドラマ化。

### キャスト（2017年）

#### 主要人物
- 内田咲世子 - 藤原紀香
- 徳永素樹 - 鈴木伸之

#### その他
- 福崎亜由美 - 水沢エレナ
- 椎名ノア - 佐野ひなこ
- 中原町枝 - 朝加真由美
- 三宅卓治 - 升毅

### スタッフ（2017年）
- 原作 - 石田衣良 『眠れぬ真珠』（新潮文庫）
- 主題歌 - TOC 「I'll Light You」 (Universal J)
- 脚本 - 川﨑いづみ
- 演出 - 国本雅広
- 銅版画監修 - 林明日美
- 銅版画作品提供 - 結城泰介
- ロケ協力 - 南房総市観光プロモーション課、南房総ロケーションサービス　ほか
- 技術協力 - フォーチュン
- 美術協力 - BEENS
- 照明協力 - Kカンパニー
- 音響効果 - アックス
- ポスプロ - ビーグル、ビデオフォーカス
- チーフプロデューサー - 前西和成
- プロデューサー - 中間利彦、中山喬詞、宮川晶（ケイファクトリー）
- 制作協力 - ケイファクトリー
- 制作著作 - 読売テレビ

| 読売テレビ制作・日本テレビ系列 木曜ドラマF         | 読売テレビ制作・日本テレビ系列 木曜ドラマF                      | 読売テレビ制作・日本テレビ系列 木曜ドラマF                 |
| 前番組                                             | 番組名                                                          | 次番組                                                     |
| -------------------------------------------------- | --------------------------------------------------------------- | ---------------------------------------------------------- |
| ブラックリベンジ （2017年10月5日 - 12月8日〈金〉） | 眠れぬ真珠 ～まだ恋してもいいですか?～ （2017年12月21日・28日） | リピート～運命を変える10ヶ月～ （2018年1月11日 - 3月15日） |